# Gastronomia de Panamà
La gastronomia panamenya engloba els hàbits culinaris de Panamà. És el resultat de la influència històrica al país de les cultures ameríndia, hispana, africana, afroantillana i estatunidenca.

## Característiques
Es caracteritza per l'alt consum d'arròs en diferents formes i preparacions (especialment amb marisc), així com les sopes, sent el sancocho la més popular. Altres ingredients són el blat de moro, fesols, menestras i grans, destacant el guandú, plàtans, gallina, carns, peixos i mariscs, amb els quals es preparen diversos plats i fregits. Les arrels i tubercles tenen preponderància a la dieta dels panamenys, destacant-se la iuca, el nyam, el ñampí, l'otoe i la patata. Hi ha una àmplia gamma de fruites tropicals, com la papaia, el mango, la pinya, una varietat de melons, el maracujà o la guanabana.
Com a condiments propis del país destaquen el culantro cimarrón i l'ají chombo. Tot i la petita extensió del país, la gran diversitat cultural de l'istme permet identificar variants regionals, com ara la gastronomia de les províncies centrals, la chiricana, la darienita, la bocatoreña o la colonense, així com les de les comarques indígenes.
A l'hora de l'esmorzar, són comuns els fregits, entre ells el de tortilla de blat de moro o arepa, la iuca fregida, carns, entre d'altres. Per dinar, es consumeix gairebé sempre l'arròs acompanyat de carns, menestras, plàtan, vegetals o sopes. Per sopar es gaudeix d'una cosa una mica més lleugera i ràpida, depenent de cada família. El consum i l'oferta de peixos i mariscs frescos és un avantatge, ja que el país té costa atlàntica i pacífica, cosa que fa tenir una varietat molt gran.

## Algunes especialitats[5]

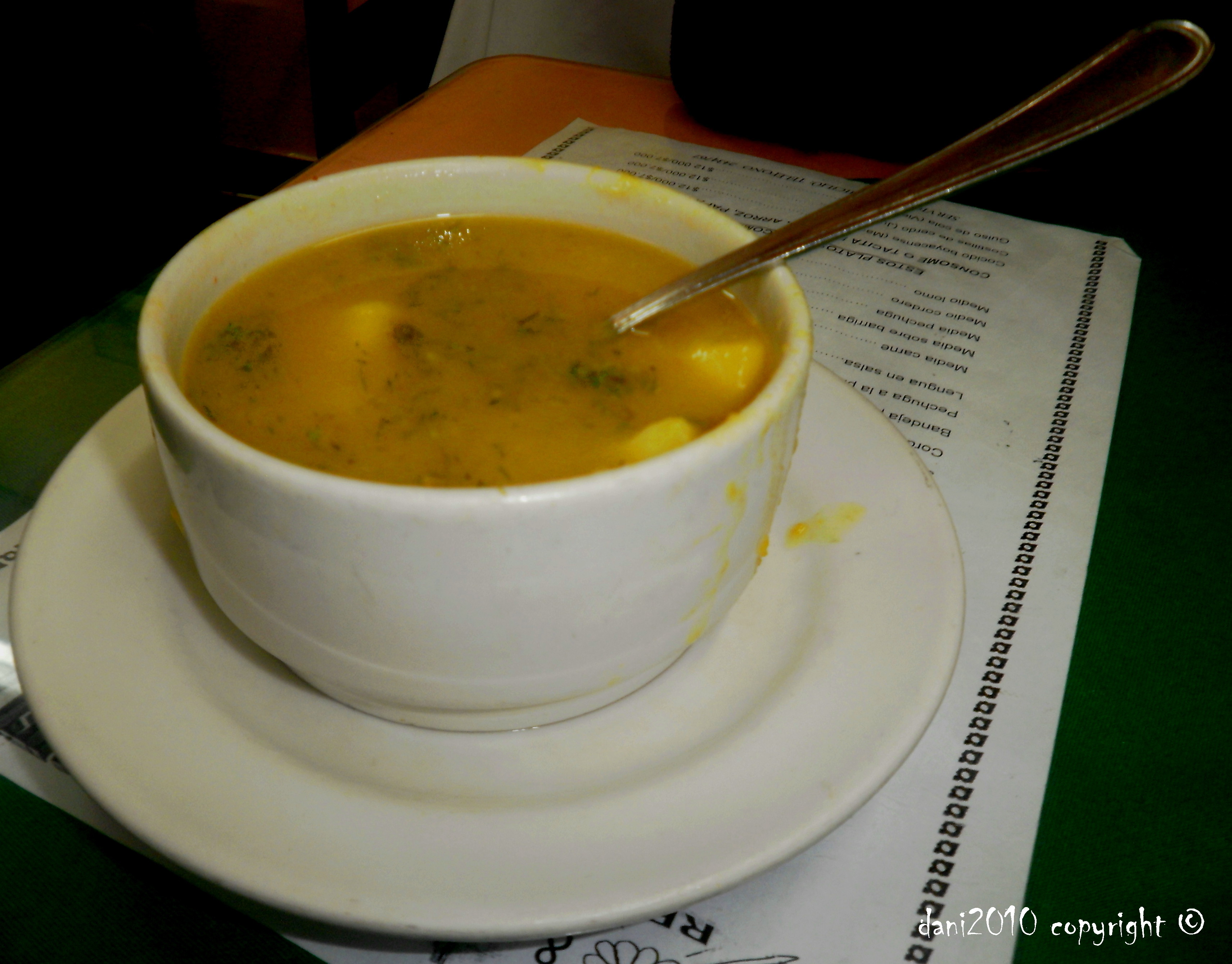
Un plat de sancocho

- Ceviche, llesques de peix cru servides amb llimona i xile, originalment un plat peruà
- Sancocho, sopa feta amb brou, carn, tubercles, verdures, plàtans i mandioca[4]
- Gallo pinto, una barreja d'arròs i fesols i de vegades també de carn[6]
- Tulemasi, plat emblemàtic de la gastronomia guna i herència indígena[7]
- Pernil, peça de porc marinada i cuinada a foc lent típica de les celebracions nadalenques, fusió de les cultures indígena, africana i espanyola[8]
- Tamales, una massa de blat de moro amb altres ingredients embolicada en una fulla de plàtan
- Empanadas, uns saquets de massa de iuca farcits de carn[4]
- Carimañola, un rotllo fet amb massa de iuca i farcit amb carn i ous durs[4]
- Patacones, boletes de plàtan aixafades fregides a la paella[9]
- Yuca frita, mandioca fregida;[10] sovint se serveix en lloc dels patacones[11]
- Ropa vieja, guisat de carn esfilagarsada que se serveix amb salsa vermella i vegetals, acompanyada d'arròs[3]
- Tres leches, pastís de pa de pessic banyat amb tres tipus de lacti: llet evaporada, llet condensada i nata[12]
- Chicha, cervesa de blat de moro
- Chicheme, un atole o crema fermentada, fet a base de blat de moro, beguda nacional elaborada a La Chorrera[13]
- Resbaladera, una beguda sense alcohol elaborada amb ordi i llet
- Ron ponche, un còctel de llet, vainilla i rom que es pren per Nadal[14][15]
- Seco Herrerano, rom de canya de sucre, beguda nacional elaborada a Pesé[16]
- Raspados, cons de neu amb cobertura de xarop d'algun sabor tropical i una mica de llet condensada, servits al carrer[4]
- Batuts de fruites tropicals